# Voodoo Chile
Voodoo Chile е дълга импровизация на The Jimi Hendrix Experience включена в албума Electric Ladyland. В записа на песента вземат участие Джими Хендрикс, Мич Мичъл, Стив Уинууд от групата Traffic и Джак Касиди от Jefferson Airplane.
Записите на песента са осъществени след дълга нощ в Scene Club в Ню Йорк, като групата започва да свири в 7 часа сутринта и приключва само след 3 опита. Басистът на Experience Ноел Рединг не взема участие заради проблемите с Хендрикс, които възникват по време на записите. Той е заменен от Джак Касиди – басист на групата Jefferson Airplane.
Тълпата, която се чува се състои от 20 души и противно на представите е добавена след записите на парчето.